# Wilhelm Engelberg
Wilhelm Engelberg (* 1862; † 1927) war ein deutscher Druckereibesitzer und Verleger.

## Leben
Wilhelm Engelberg wurde 1862 als Sohn von Julius Engelberg (1829–1902), der sein Adelsprädikat nach der Badischen Revolution abgelegt hatte, und dessen Frau Wilhelmina Eisenmann (* 1835) geboren. Er erhielt den Namen seines Großvaters, Wilhelm von Engelberg.
Engelberg war Verleger der Haslacher Lokalzeitung Schwarzwälder Volksstimme. Seine Zusammenarbeit mit Heinrich Hansjakob spiegelt sich in seinem Werk wider.
Engelberg gründete 1898 den SPD-Ortsverein in Haslach im Kinzigtal. Er war eine prägende Figur der Sozialdemokratie in Südwestdeutschland. Im Bonner Archiv der Sozialdemokratie ist seine Korrespondenz mit Adolf Geck inventarisiert.
Nach Wilhelm Engelberg ist eine Straße in Haslach benannt.
Sein Sohn war der  Historiker Ernst Engelberg (1909–2010).

## Veröffentlichungen
- mit Albert Pfister: Heinrich Hansjakob. Aus seinem Leben und Arbeiten. Illustrationen nach Original-Aufnahmen und nach Photographien von Wilhelm Engelberg.  Bonz, Stuttgart 1901
- Der Leutnant von Hasle. Volksstück in 5 Akten nebst Vorspiel; nach der Erzählung von Heinrich Hansjakob. Haslach (ca. 1924)
- Der Vogt auf Mühlstein. Volksstück in 7 Akten, nach einer Erzählung von Dr. Heinrich Hansjakob für die Volksbühne bearbeitet. Haslach 1932.